# Ansouis
Ansouis är en kommun i departementet Vaucluse i regionen Provence-Alpes-Côte d'Azur i sydöstra Frankrike. Kommunen ligger i kantonen Pertuis som tillhör arrondissementet Apt. År 2022 hade Ansouis 1 066 invånare.

## Befolkningsutveckling
Antalet invånare i kommunen Ansouis
| Referens: INSEE |